# スカイ・ニコルソン
スカイ・ブリタニー・ニコルソン（Skye Brittany Nicolson、1995年8月2日 - ）は、オーストラリアのプロボクサーである。元WBC女子世界フェザー級王者。

## 来歴
父はスコットランド人。クイーンズランド州メドウブルックの病院で生まれ、ゴールドコーストで育った。

### アマチュア時代
2016年世界選手権ではライトウェルター級で銅メダルを獲得。しかし、同年のリオデジャネイロオリンピックには同階級は設けられておらず出場できなかったため、4階級下のフェザー級に転級。2018年に地元ゴールドコーストにて行われた英連邦競技大会に出場し金メダル獲得。
2021年に行われた東京オリンピックでは、準々決勝まで進むも、イギリスのカリス・アーティングストールに敗れメダル獲得ならず。

### プロ時代
2022年3月3日、アメリカ・サンディエゴにてジェシカ・フアレス戦でプロデビューし、判定勝利。
デビュー4戦をアメリカとイギリスで戦い4連勝。その4戦目となる2022年6月4日はカーディフにて元IBF王者ガブリエラ・ブービエに大差判定勝利。
2022年10月15日にプロ初となる母国での試合かつタイトル挑戦としてサウス・ブリスベンにてKrystina Jacobsとの初代英連邦女子フェザー級タイトルマッチに臨み、3-0判定でプロ初タイトル獲得。
2023年2月4日、ニューヨークのHuluシアターにてタニア・アルバレスとWBC女子シルバーフェザー級王座決定戦に臨み、3-0判定で勝利しシルバー王座獲得。
2023年4月22日、ウェールズ・カーディフにてリンダ・ルッカとノンタイトルを行い、3-0判定勝利。
2023年9月15日、サブリナ・マリベル・ペレスが持つWBC女子世界フェザー級暫定王座に挑戦し、3-0判定で勝利し暫定王座獲得。
2023年11月25日、アイルランド・ダブリンにてルーシー・ワイルドハートを迎えてWBC暫定王座の初防衛戦に臨み、9回1分11秒TKOのプロ初となるKO勝利で初防衛に成功。
WBCはアマンダ・セラノの正規王座返上に伴う王座決定戦をニコルソンと元IBF女子世界フェザー級王者でWBC同級3位のサラ・マフフードとの間で行うよう指令を降した。
2024年4月6日、ラスベガスでサラ・マフフードとWBC女子世界フェザー級王座決定戦を行い、3-0の判定勝ちを収め王座獲得に成功した。
2024年7月13日、ペンシルベニア州フィラデルフィアにてジャロン・エニス対ダビッド・アバネシヤンの前座でダイアナ・バルガスと2度目の防衛戦に臨み、3-0の判定で2度目の防衛に成功。
2025年3月22日、母国シドニーにてティアラ・ブラウンと3度目の防衛戦に臨むも、プロ初黒星となる1-2の判定負けで王座から陥落した。

## 戦績
- アマチュアボクシング: 139戦 107勝 32敗
- プロボクシング: 14戦 13勝（2KO）1敗

## 獲得タイトル
- 初代英連邦女子世界フェザー級王座
- WBC女子フェザー級シルバー王座
- WBC女子世界フェザー級暫定王座（防衛1=正規王座に認定）
- WBC女子世界フェザー級王座（防衛1）